# Mine de Phoenix (Botswana)
 (mars 2025).
Si vous disposez d'ouvrages ou d'articles de référence ou si vous connaissez des sites web de qualité traitant du thème abordé ici, merci de compléter l'article en donnant les références utiles à sa vérifiabilité et en les liant à la section « Notes et références ».
Pour les articles homonymes, voir Mine de Phoenix.
La mine de Phoenix est une mine à ciel ouvert de nickel située au Botswana. Elle est détenue, ainsi que la mine de Selkirk, depuis 2007 à 85 % par Norilsk Nickel, le reste des participations est détenue par l'état du Botswana. Sa production a démarré en 1995.